# Coca-Cola Citra
Coca-Cola Citra — газированный безалкогольный напиток производства The Coca-Cola Company. Напиток имеет цитрусовый вкус лимона и лайма. Старт продаж напитка состоялся в 2005 году в Мексике и Новой Зеландии. Позже, в 2006 году, напиток стало возможно официально купить и в Японии. На упаковке напитка написано название напитка и его краткое описание, изображена зелёная полоса и лайм. Упаковка прозрачная.
Продукт имеет также и диетическую версию, получившую немалое распространение в некоторых странах мира.